# Saison WNBA 2006
Navigation
Saison 2005 Saison 2007
La saison WNBA 2006 est la 10e saison de la WNBA. La saison régulière se déroule du 20 mai au 13 août 2006. Les playoffs commencent le 17 août 2006 et se terminent le 9 septembre 2006, avec le dernier match des finales WNBA remporté par le Shock de Détroit aux dépens des Monarchs de Sacramento 3 manches à 2.
Le Shock remporte son deuxième titre de champion WNBA, après celui de 2003.

## Faits notables
- Le All-Star Game 2006 se déroule au Madison Square Garden de New York. Les All-Stars de l'Est sur les All-Stars de l'Ouest 98-82. Katie Douglas est élue MVP.
- Le premier choix de la draft, qui se tient le 5 avril 2006 à Boston, est Seimone Augustus, sélectionnée par le Lynx du Minnesota.

Les Finales 2006 sont les premières à aller jusqu'à la cinquième manche, remportée 94-89 par le Shock de Détroit contre les Monarchs de Sacramento.

## Classement de la saison régulière

### Par conférence
V = victoires, D = défaites, PCT = pourcentage de victoires, GB = retard (en nombre de matchs)
| Équipe                | V  | D  | PCT. | GB |
| --------------------- | -- | -- | ---- | -- |
| Sun du Connecticut    | 26 | 8  | 76,5 | -  |
| Shock de Détroit      | 23 | 11 | 67,6 | 3  |
| Fever de l'Indiana    | 21 | 13 | 61,8 | 5  |
| Mystics de Washington | 18 | 16 | 52,9 | 8  |
| Liberty de New York   | 11 | 23 | 32,4 | 15 |
| Sting de Charlotte    | 11 | 23 | 32,4 | 15 |
| Sky de Chicago        | 5  | 29 | 14,7 | 21 |

| Équipe                      | V  | D  | PCT. | GB |
| --------------------------- | -- | -- | ---- | -- |
| Sparks de Los Angeles       | 25 | 9  | 73,5 | -  |
| Monarchs de Sacramento      | 21 | 13 | 61,8 | 4  |
| Comets de Houston           | 18 | 16 | 52,9 | 7  |
| Storm de Seattle            | 18 | 16 | 52,9 | 7  |
| Mercury de Phoenix          | 18 | 16 | 52,9 | 7  |
| Silver Stars de San Antonio | 13 | 21 | 38,2 | 12 |
| Lynx du Minnesota           | 10 | 24 | 29,4 | 15 |

| Qualifié pour les playoffs |

## Playoffs
|  | Premier tour     | Premier tour           | Premier tour |                        |   | Finales de Conférence | Finales de Conférence | Finales de Conférence |  |  | Finales WNBA | Finales WNBA     | Finales WNBA |
|  |                  |                        |              |                        |   |                       |                       |                       |  |  |              |                  |              |
|  | 1                | Sun du Connecticut     | 2            |                        |   |                       |                       |                       |  |  |              |                  |              |
|  | 4                | Mystics de Washington  | 0            |                        |   |                       |                       |                       |  |  |              |                  |              |
|  | 4                | Mystics de Washington  | 0            |                        | 1 | Sun du Connecticut    | 1                     |                       |  |  |              |                  |              |
|  | Conférence Est   |                        |              |                        | 1 | Sun du Connecticut    | 1                     |                       |  |  |              |                  |              |
|  |                  |                        | 2            | Shock de Détroit       | 2 |                       |                       |                       |  |  |              |                  |              |
|  | 2                | Shock de Détroit       | 2            | Shock de Détroit       | 2 | 2                     |                       |                       |  |  |              |                  |              |
|  | 2                | Shock de Détroit       |              |                        |   | 2                     |                       |                       |  |  |              |                  |              |
|  | 3                | Fever de l'Indiana     | 0            |                        |   |                       |                       |                       |  |  |              |                  |              |
|  |                  |                        |              |                        |   |                       |                       |                       |  |  | E2           | Shock de Détroit | 3            |
|  |                  |                        | O2           | Monarchs de Sacramento | 2 |                       |                       |                       |  |  |              |                  |              |
|  | 1                | Sparks de Los Angeles  | 2            |                        |   |                       |                       |                       |  |  |              |                  |              |
|  | 4                | Storm de Seattle       | 1            |                        |   |                       |                       |                       |  |  |              |                  |              |
|  | 4                | Storm de Seattle       | 1            |                        | 1 | Sparks de Los Angeles | 0                     |                       |  |  |              |                  |              |
|  | Conférence Ouest |                        |              |                        | 1 | Sparks de Los Angeles | 0                     |                       |  |  |              |                  |              |
|  |                  |                        | 2            | Monarchs de Sacramento | 2 |                       |                       |                       |  |  |              |                  |              |
|  | 2                | Monarchs de Sacramento | 2            | Monarchs de Sacramento | 2 | 2                     |                       |                       |  |  |              |                  |              |
|  | 2                | Monarchs de Sacramento |              |                        |   | 2                     |                       |                       |  |  |              |                  |              |
|  | 3                | Comets de Houston      | 0            |                        |   |                       |                       |                       |  |  |              |                  |              |

## Leaders de la saison régulière

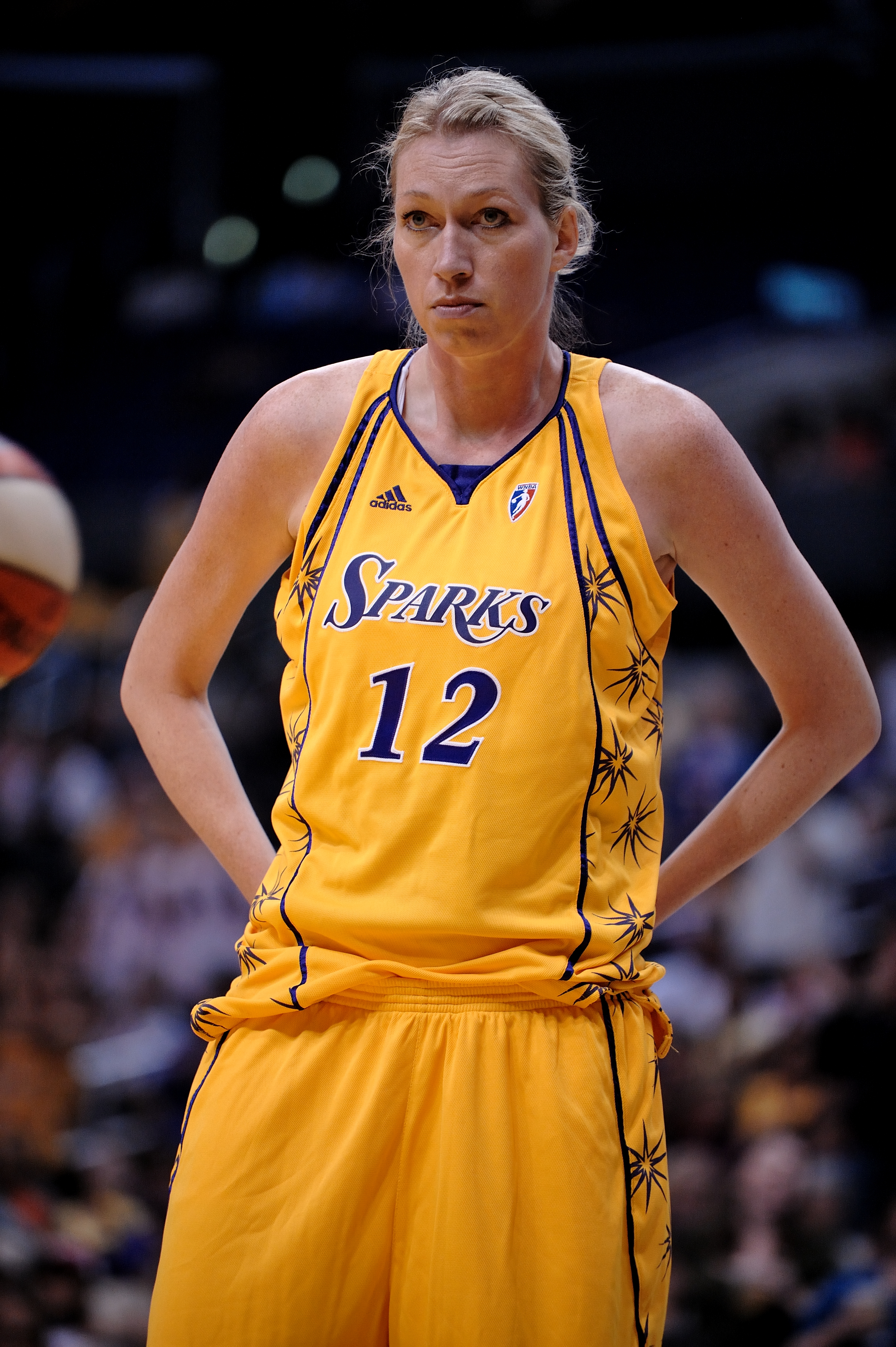
Małgorzata Dydek, meilleure de la ligue aux contres.

| Catégorie                  | Joueur           | Équipe                 | Statistiques |
| -------------------------- | ---------------- | ---------------------- | ------------ |
| Points par match           | Diana Taurasi    | Mercury de Phoenix     | 25,3         |
| Rebonds par match          | Cheryl Ford      | Shock de Détroit       | 11,3         |
| Passes décisives par match | Nikki Teasley    | Mystics de Washington  | 5,4          |
| Interceptions par match    | Tamika Catchings | Fever de l'Indiana     | 2,9          |
| Contres par match          | Małgorzata Dydek | Sun du Connecticut     | 2,5          |
| % aux tirs                 | Erin Buescher    | Monarchs de Sacramento | 53,7 %       |
| % aux lancers francs       | Becky Hammon     | Liberty de New York    | 96,0 %       |
| % à 3 points               | Laurie Koehn     | Mystics de Washington  | 52,4 %       |

## Récompenses individuelles
| - Meilleure joueuse de la saison : - Meilleure joueuse des Finales : - Rookie de l'année : - Meilleure défenseure de la saison : - Meilleure progression : - Entraîneur de l'année : - Trophée Kim Perrot de la sportivité : | Lisa Leslie (Sparks de Los Angeles) Deanna Nolan (Shock de Détroit) Seimone Augustus (Lynx du Minnesota) Tamika Catchings (Fever de l'Indiana) Erin Buescher (Monarchs de Sacramento) Mike Thibault (Sun du Connecticut) Dawn Staley (Comets de Houston) |

| - All-WNBA First Team : C Lisa Leslie (Sparks de Los Angeles) F Tamika Catchings (Fever de l'Indiana) F Diana Taurasi (Mercury de Phoenix) C Lauren Jackson (Storm de Seattle) F Katie Douglas (Sun du Connecticut) | - All-WNBA Second Team : F Cheryl Ford (Shock de Détroit) G Alana Beard (Mystics de Washington) C Taj McWilliams-Franklin (Sun du Connecticut) G Seimone Augustus (Lynx du Minnesota) F Sheryl Swoopes (Comets de Houston) |

| - WNBA All-Defensive First Team : F Tamika Catchings (Fever de l'Indiana) C Lisa Leslie (Sparks de Los Angeles) F Sheryl Swoopes (Comets de Houston) F Tully Bevilaqua (Fever de l'Indiana) F Katie Douglas (Sun du Connecticut) | - WNBA All-Defensive Second Team : G Alana Beard (Mystics de Washington) F Deanna Nolan (Shock de Détroit) C Małgorzata Dydek (Sun du Connecticut) F Cheryl Ford (Shock de Détroit) C Yolanda Griffith (Monarchs de Sacramento) |

| - WNBA All-Rookie First Team : Seimone Augustus (Lynx du Minnesota) Cappie Pondexter (Mercury de Phoenix) Candice Dupree (Sky de Chicago) Sophia Young (Silver Stars de San Antonio) Monique Currie (Sting de Charlotte) |